# Roda-gigante

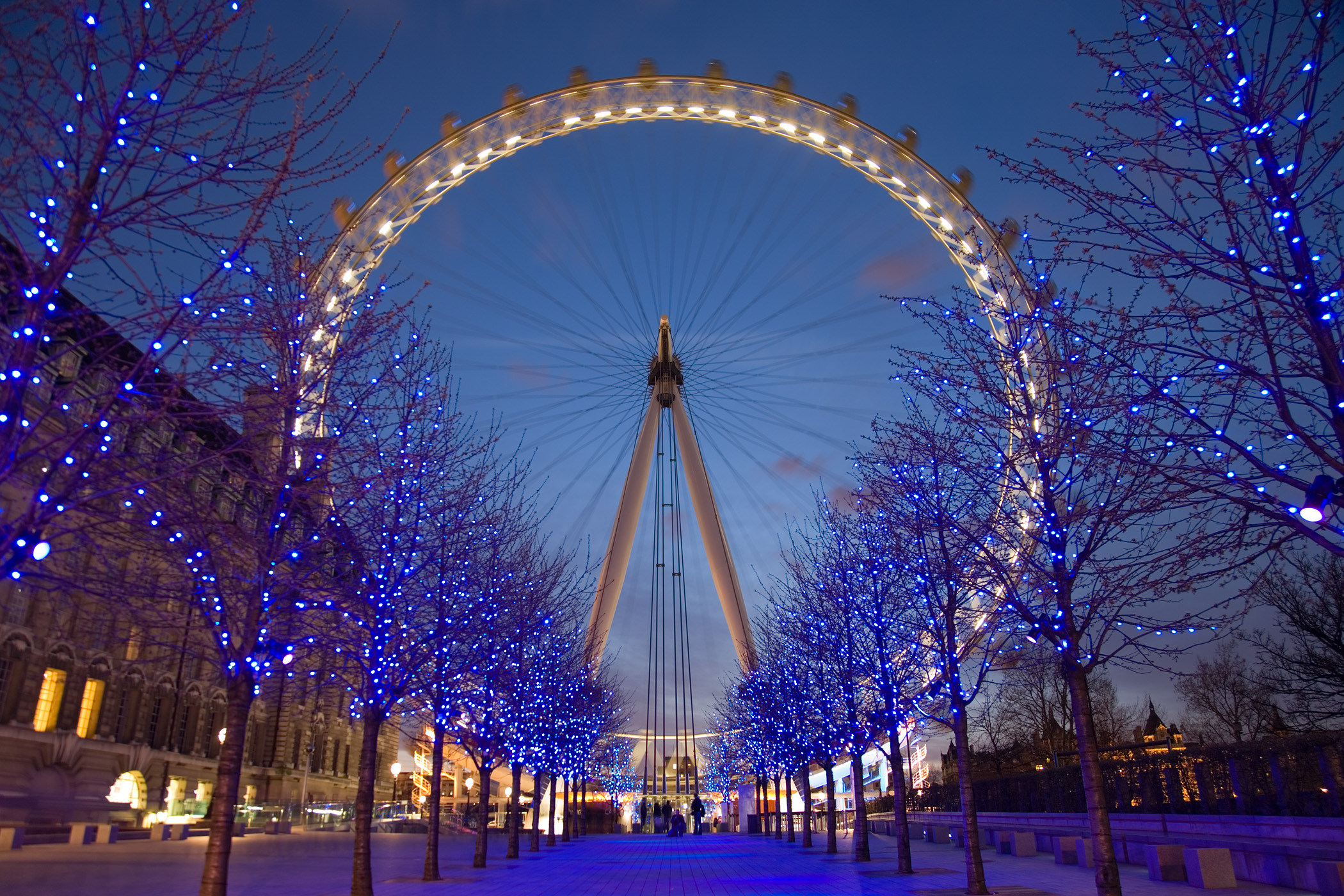
London Eye, em Londres, Reino Unido

A roda-gigante ou roda panorâmica é uma atração típica dos parques de diversão. É formada por duas rodas paralelas que giram em torno do mesmo eixo, suspensas em duas torres verticais e sustentando em suas circunferências bancos oscilantes para duas ou mais pessoas.

## História

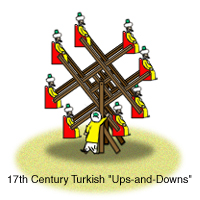
Gravura de uma roda-gigante turca do século XVII

Pietro Della Valle, um viajante romano que enviou cartas de Constantinopla, da Pérsia e da Índia, participou de um festival Ramadão em Constantinopla em 1615. Ele descreveu os fogos de artifício, carros alegóricos e grandes oscilações; em seguida, comentou sobre andar na Roda Grande:
| “ | Fiquei encantado ao encontrar-me arrastado para cima e para baixo em velocidade. Mas o volante voltou-se tão rapidamente que um grego que estava sentado perto de mim, não podia aguentar mais, e gritou "Soni! Soni" (Chega! Chega!) | ” |

### A roda-gigante original

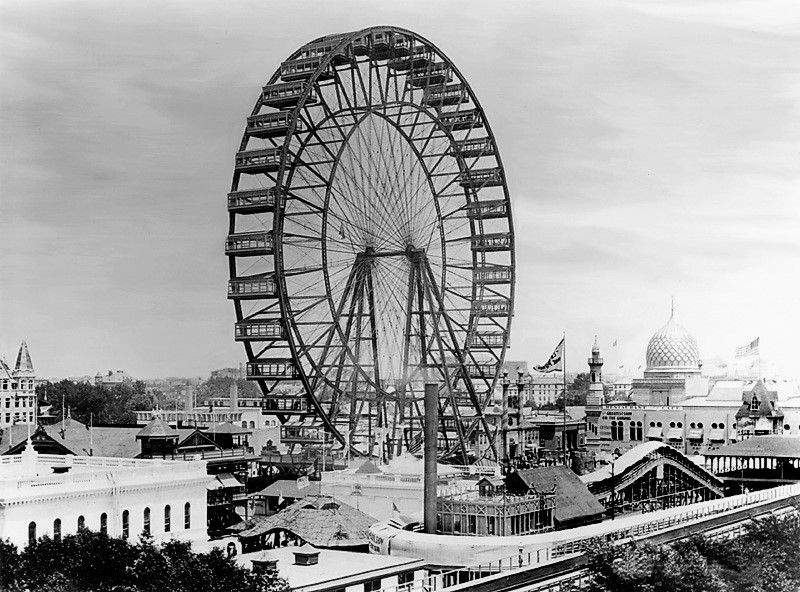
A Roda de Ferris Original de Chicago, construída para a Exposição Universal de 1933

A Roda de Ferris Original, às vezes também referida como a roda de Chicago, foi aberta ao público em 21 de junho de 1893, na Exposição Universal de 1893, em Illinois. Feita para rivalizar com os 324 metros da Torre Eiffel (peça central da Exposição Universal de 1889), foi a maior atração da exposição, com uma altura de 80,4 metros.
Foi projetada e construída por George Ferris, pós-graduado no Instituto Politécnico Rensselaer e construtor de pontes em Pittsburgh, na Pensilvânia. Ele começou sua carreira no setor ferroviário e, em seguida, interessou-se por construção de pontes. Ferris compreendeu a necessidade crescente de aço estrutural e fundou GPG Ferris & Co., em Pittsburgh, uma empresa que testava e inspecionava metais para ferrovias e construtores de pontes.
A roda girada sobre 71 toneladas, eixo de 45,5 metros que compreende o que era naquele tempo a maior cavidade forjada do mundo, fabricado em Pittsburgh pela Bethlehem Iron Company e pesando 89320 libras, junto com dois de 16 pés em ferro fundido, pesando 53031 libras.
Havia 36 cabines, cada uma equipada com 40 cadeiras giratórias e capaz de acomodar até 60 pessoas, dando uma capacidade total de 2160. Demorou 20 minutos para a roda fazer duas revoluções, a primeira envolvendo seis paradas para permitir que os passageiros saíssem e entrassem da rotação de um segundo a nove minutos sem parar. O portador do bilhete pagava 50 centavos.

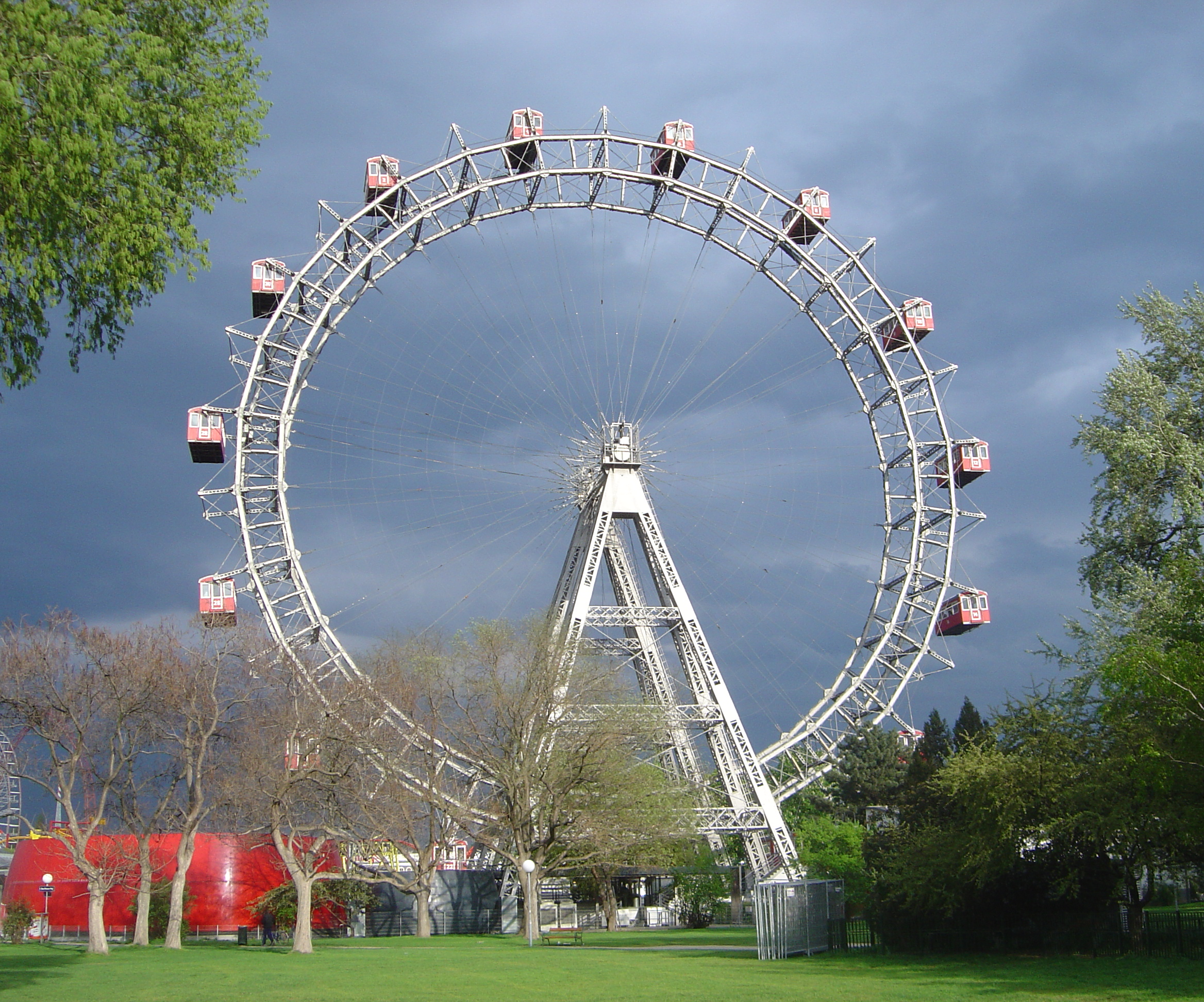
Wiener Riesenrad, em Viena

A exposição terminou em outubro de 1893 e a roda foi fechada em abril de 1894, sendo desmontada e guardada até o ano seguinte. Em seguida, foi reconstruída no lado norte de Chicago, perto do Lincoln Park, próximo a uma área exclusiva. Isto levou William Boyce, um jornalista local, a apresentação de um circuito de ação judicial contra os donos da roda para que ela fosse removida, mas sem sucesso. Operou-se lá de outubro de 1895 até 1903, quando foi novamente desmontada. Em seguida, transportada pela via ferroviária para St. Louis para a Exposição Universal de 1904 e, finalmente, destruída por demolição controlada usando dinamite em 11 de maio de 1906.

### Rodas-gigantes posteriores
A Wiener Riesenrad é um exemplo de sobrevivência de rodas-gigantes do século XIX e está em operação até hoje. Erguida em 1897 no parque Prater, na zona Leopoldstadt de Viena, na Áustria, tem uma altura de 64,75 metros. Após a demolição dos 100 metros da Grande Roue de Paris em 1920, a Riesenrad tornou-se a mais alta roda-gigante existente do mundo roda. Em 1944 ele sofreu um incêndio, mas foi reconstruída no ano seguinte e permaneceu como a mais alta roda-gigante existente, até a construção dos 85 metros da Technocosmos para a Expo 85, em Tsukuba, Ibaraki, Japão.

### Roda Rico

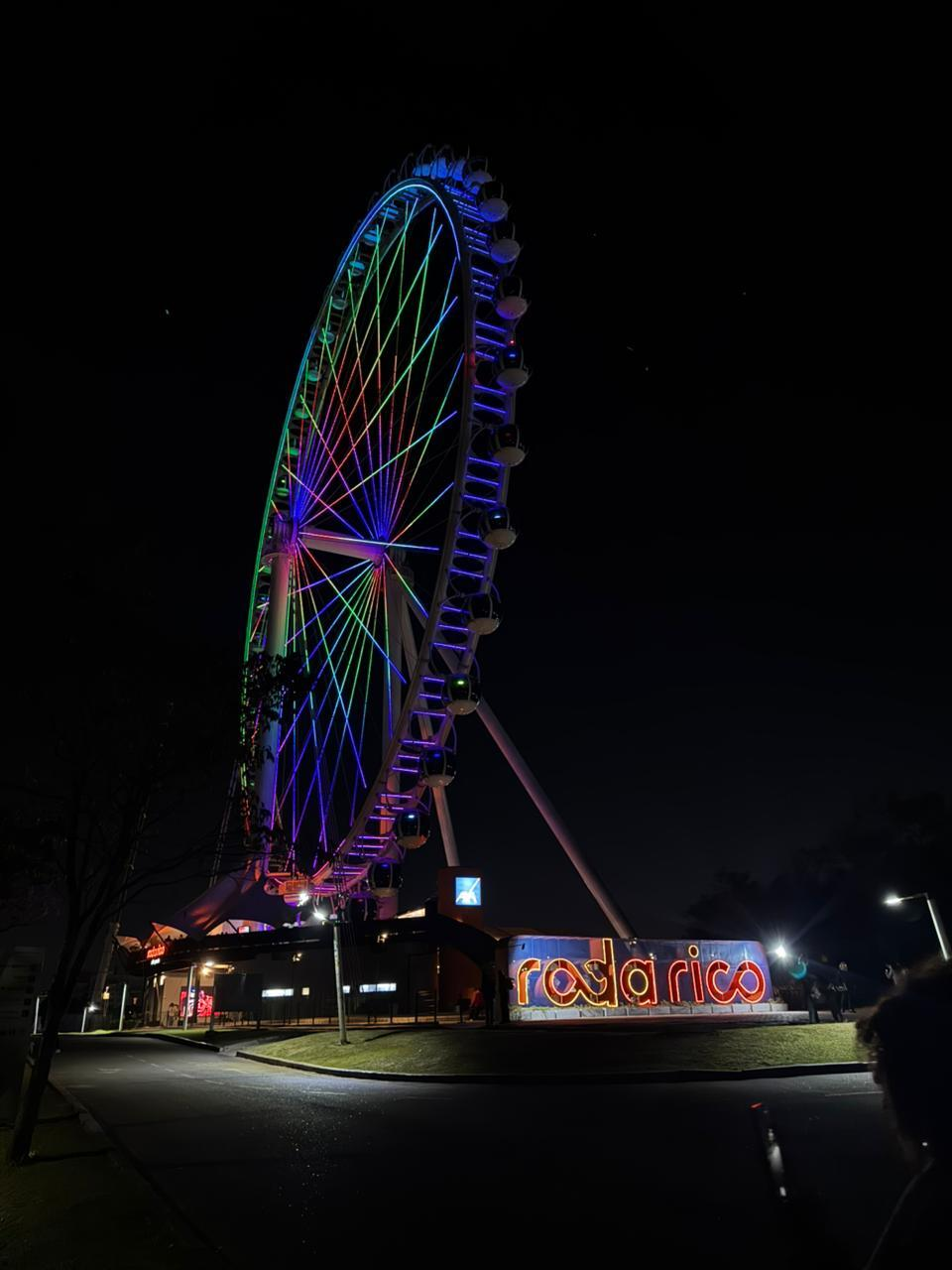
Roda Rico

A Roda Rico é uma roda-gigante localizada no Parque Cândido Portinari, na cidade de São Paulo, Brasil. Inaugurada em 9 de dezembro de 2022, é atualmente a maior roda-gigante da América Latina, com 91 metros de altura.
A atração possui 42 cabines climatizadas, cada uma com capacidade para até 8 pessoas sentadas. Todas as cabines contam com vidros panorâmicos, ar-condicionado, som ambiente, intercomunicador e segurança com trancas automáticas. O percurso completo dura cerca de 25 minutos e proporciona uma ampla vista da Marginal Pinheiros e de parte da cidade.
Além de sua função turística, a Roda Rico também é iluminada com mais de 1.000 pontos de LED, permitindo apresentações visuais sincronizadas a datas comemorativas e eventos da cidade.

## Maiores rodas-gigantes do mundo

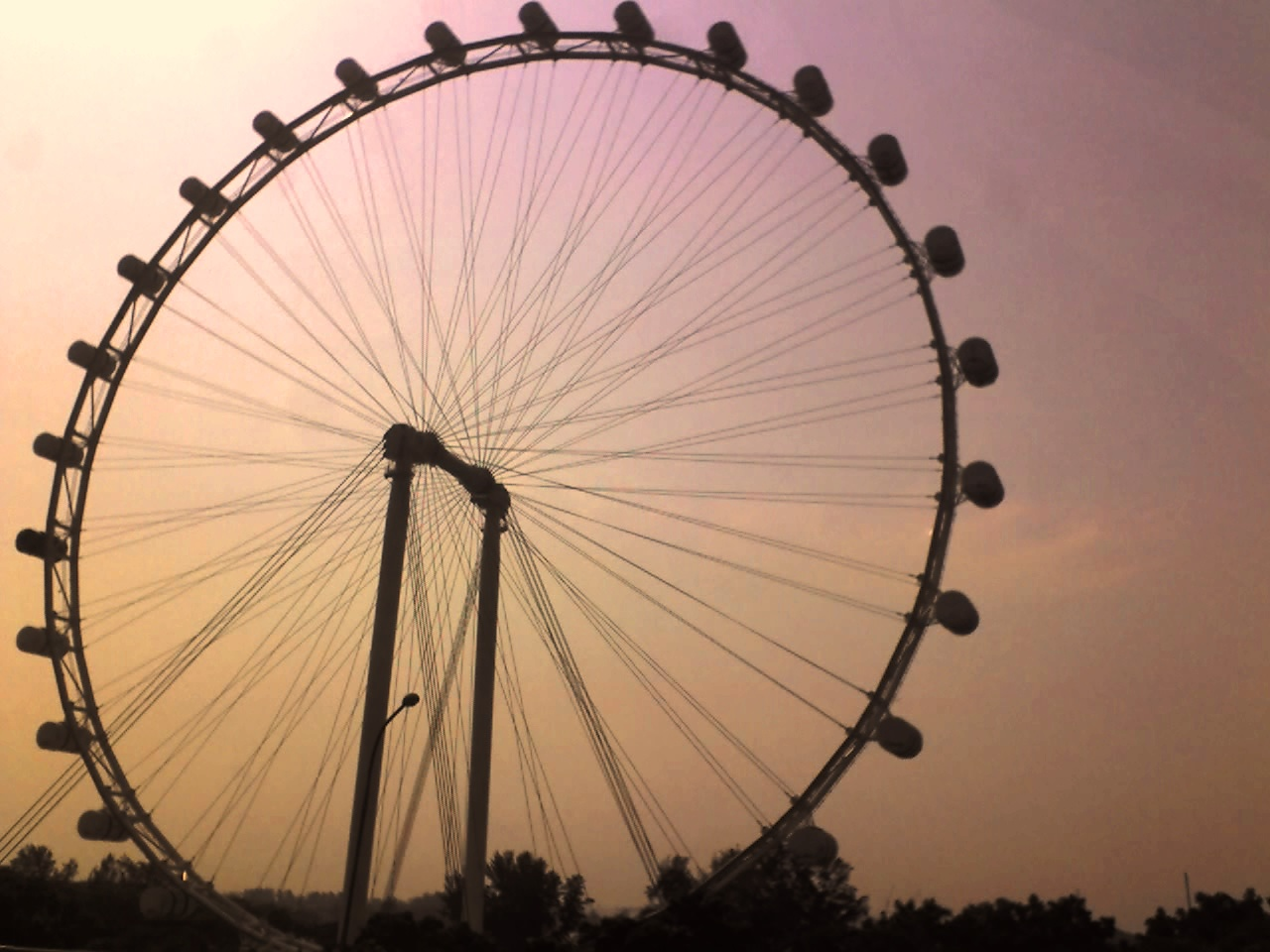
A Singapore Flyer, maior roda-gigante do mundo de 2008 até 2014

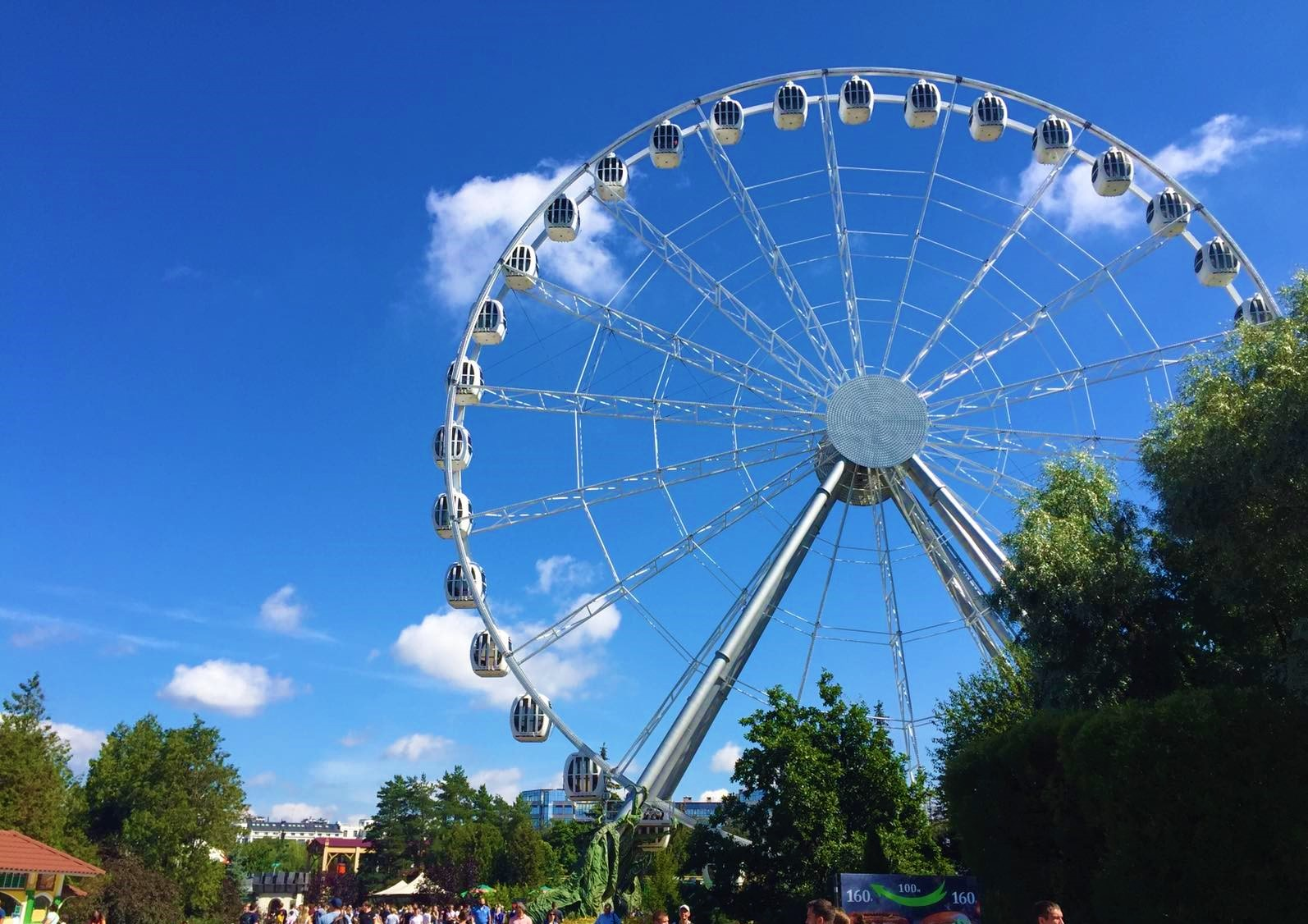
Roda-gigante no parque "Divo Ostrov", em São Petersburgo

- 1893: a Roda de Ferris Original com 80,4 metros de altura. Criada para Exposição Universal de Chicago, Illinois, foi transferida para St. Louis, Missouri, em 1904, para a compra da Exposição Universal de 1904, e demolida em 1906.
- 1895: a Grande Roda foi construída para a Exposição Império da Índia no Earls Court, Londres, Reino Unido, e tinha de 94 metros de altura.[8] A construção começou em março de 1894[9] e foi aberta ao público em 17 de julho de 1895.[10] Permaneceu em serviço até 1906 e foi demolida em 1907, tendo realizado mais de 2,5 milhões de visitantes.[11]
- 1900: a Grande Roue de Paris foi construída para a Exposição Universal de 1900, uma exposição mundial realizada em Paris, na França. Ela foi demolida em 1920[1], mas seus 100 metros de altura não foram superados até quase 90 anos após a sua construção.
- 1989: a Cosmo Clock 21 foi construída para a Exposição de Yokohama de 1889 no Minato Mirai 21, em Yokohama, no Japão. Originalmente construída com uma altura de 107,5 metros[12], que foi desmantelada em 1997 e, em seguida, em 1999 se mudou para uma base mais alta, que aumentou a sua altura total para 112,5 metros.[13]
- 1997: a Tempozan Harbor Village em Osaka, Japão, foi aberta ao público em 12 de julho, com 112,5 metros de altura.[14]
- 1999: a Daikanransha na Palette Town em Odaiba, no Japão, tem de 115 metros de altura.[15]
- 2000: a London Eye, em Londres, no Reino Unido, com de 135 metros de altura. Apesar de inaugurada oficialmente em 31 de dezembro de 1999, não foi aberta ao público até março de 2000, devido a problemas técnicos. É ainda a mais alta da Europa.
- 2006: a Estrela de Nanchang, em Nanchang, província de Jiangxi, na China, abriu para o público em maio e tem de 160 metros de altura.
- 2008: a Singapore Flyer, em Singapura, com 165 metros de altura. Ela iniciou sua rotação em 11 de fevereiro e foi oficialmente aberta ao público em 1 de março.
- 2014: a High Roller em Las Vegas, com 167,7 metros de altura. Foi aberta em 31 de março de 2014.[16]

- 2021: a Ain Dubai, com 250 metros de altura. Está localizada na Dubai Marina, em Dubai, nos Emirados Árabes Unidos. Sua inauguração foi em 21 de outubro de 2021.[17]

- 2022 : Roda Rico, com 91 metros de altura, localizada na Capital de São Paulo, Brasil, é a maior da América Latina. Possui 42 cabines climatizadas com capacidade para 8 pessoas cada.

| Nome                                   | Altura     | Inauguração | País                   | Localização                                | Notas |
| Roda de Ferris Original                | 80.4 m     | 1893        | Estados Unidos         | Chicago (1893–1903); St. Louis (1904–1906) | Maior do mundo. Atualmente ultrapassando a roda gigante de Singapura, a não muito conhecida Singapore Flyer; demolida em 1906 |
| Estrela de Nanchang                    | 160 m      | 2006        | China                  | Nanchang                                   | Maior do mundo entre 2006 e 2008                                                                                              |
| London Eye                             | 135 m      | 2000        | Reino Unido            | Londres                                    | Maior do mundo entre 2000 e 2006; atual maior da Europa                                                                       |
| Orlando Eye (The Wheel at ICON Park)   | 122m       | 2015        | Estados Unidos         | Orlando FL                                 | Atualmente conhecida como Coca-Cola Wheel                                                                                     |
| Suzhou Ferris Wheel                    | 120 m      | 2009        | China                  | Suzhou                                     | |
| The Southern Star                      | 120 m      | 2008        | Austrália              | Melbourne                                  | Fechada em janeiro de 2009 e desmontada para maiores reparos                                                                  |
| Tianjin Eye                            | 120 m      | 2008        | China                  | Tianjin                                    | Mais alta construída sobre uma ponte                                                                                          |
| Changsha Ferris Wheel                  | 120 m      | 2004        | China                  | Changsha                                   | Foto |
| Zhengzhou Ferris Wheel                 | 120 m      | 2003        | China                  | Zhengzhou                                  | |
| Sky Dream Fukuoka                      | 120 m      | 2002        | Japão                  | Fukuoka                                    | |
| Diamond and Flower Ferris Wheel        | 117 m      | 2001        | Japão                  | Kasai Rinkai Park, Tóquio                  | Foto |
| Star of Tai Lake[carece de fontes?]    | 115 m      | 2008        | China                  | Wuxi, Jiangsu                              | |
| Daikanransha                           | 115 m      | 1999        | Japão                  | Palette Town, Odaiba                       | Maior do mundo entre 1999 e 2000                                                                                              |
| Cosmo Clock 21 (2nd installation)      | 112,5 m    | 1999        | Japão                  | Minato Mirai 21, Yokohama                  | Foto |
| Tempozan Harbor Village Ferris Wheel   | 112,5 m    | 1997        | Japão                  | Osaka                                      | Maior do mundo entre 1997 e 1999                                                                                              |
| Harbin Ferris Wheel[carece de fontes?] | 110 m      | 2003        | China                  | Harbin                                     | |
| Jinjiang Park Ferris Wheel             | 108 m      | 2002        | China                  | Xangai                                     | |
| Cosmo Clock 21 (1st installation)      | 107,5 m    | 1989        | Japão                  | Minato Mirai 21, Yokohama                  | Maior do mundo entre 1989 e 1997                                                                                              |
| Space Eye                              | 100 m      | ?           | Japão                  | Space World, Kitakyushu                    | |
| Grande Roue de Paris                   | 100 m      | 1900        | França                 | Paris                                      | Maior do mundo entre 1900 e 1920; demolida em 1920                                                                            |
| Great Wheel                            | 94 m       | 1895        | Reino Unido            | Earls Court, Londres                       | Maior do mundo entre 1895 e 1900; demolida em 1907                                                                            |
| Aurora Wheel                           | 90 m       | ?           | Japão                  | Nagashima Spa Land, Mie                    | |
| Eurowheel                              | 90 m       | 1999        | Itália                 | Mirabilandia, Ravena                       | |
| Janfusun FancyWorld                    | 88 m       | ?           | Taiwan                 | Yunlin                                     | |
| Technocosmos                           | 85 m       | 1985        | Japão                  | Expo '85, Tsukuba                          | Maior do mundo entre 1985 e 1989                                                                                              |
| Singapore Flyer                        | 165 m      | 2008        | Singapura              | Singapura                                  | Uma das maiores do mundo |
| Mashhad Fun Fair[carece de fontes?]    | 80 m       | ?           | Irã                    | Mashhad                                    | Maior do Oriente Médio |
| HEP Five                               | 75 m       | 1998        | Japão                  | Osaka                                      | 106 m de altura, incluindo o prédio em que fica                                                                               |
| Moscow-850                             | 73 ou 75 m | ?           | Rússia                 | All-Russia Exhibition Centre, Moscou       | |
| Roda Rico                              | 91 m       | 2022        | Brasil                 | São Paulo                                  | Maior da América Latina |
| Polaris Tower[carece de fontes?]       | 72 m       | 1993        | Coreia do Sul          | Daejon                                     | |
| Miramar Ferris Wheel                   | 70 m       | 2002        | Taiwan                 | Miramar Entertainment Park, Taipei         | 100 m de altura, incluindo o prédio em que fica                                                                               |
| World Carnival "Great Wheel"           | 66 m       | -           | Múltiplas localizações | World Carnival mobile amusement park       | Roda transportável |
| Wiener Riesenrad                       | 64,75 m    | 1897        | Áustria                | Prater, Viena                              | Maior do mundo entre 1920 e 1985                                                                                              |
| Texas Star                             | 64,6 m     | 1985        | Estados Unidos         | Fair Park, Dallas                          | Maior nas Américas |